# Кубок ярмарок 1965/1966
Восьмой Кубок ярмарок был разыгран с 1965 по 1966 год. Кубок выиграл «Барселона», в традиционном двухматчевом финале обыграв «Реал Сарагоса». В шестой и последний раз испанские клубы выиграли этот трофей, для «Барселоны» это был третий Кубок ярмарок.

## Первый раунд
| Команда #1         | Сумм.               | Команда #2          | 1й матч | 2й матч |
| ------------------ | ------------------- | ------------------- | ------- | ------- |
| Стад Франсе        | 0 — 1               | Порту               | 0 — 0   | 0 — 1   |
| Антверпен          | 4 — 3               | Гленторан           | 1 — 0   | 3 — 3   |
| ДОС                | 1 — 7               | Барселона           | 0 — 0   | 1 — 7   |
| Бордо              | 1 — 10              | Спортинг (Лиссабон) | 0 — 4   | 1 — 6   |
| Льеж               | 1 — 2               | Загреб              | 1 — 0   | 0 — 2   |
| Даринг (Брюссель)  | 1 — 3               | АИК                 | 1 — 3   | 0 — 0   |
| Мальмё             | 0 — 7               | Мюнхен 1860         | 0 — 3   | 0 — 4   |
| ПАОК               | 2 — 7               | Винер Шпорт-Клуб    | 2 — 1   | 0 — 6   |
| Челси              | 4 — 1               | Рома                | 4 — 1   | 0 — 0   |
| Милан              | 2 — 21:1(д.в., жр.) | Страсбург           | 1 — 0   | 1 — 2   |
| Црвена Звезда      | 1 — 7               | Фиорентина          | 0 — 4   | 1 — 3   |
| Спартак (Брно)     | 2 — 1               | Локомотив (Пловдив) | 2 — 0   | 0 — 1   |
| Лидс Юнайтед       | 2 — 1               | Торино              | 2 — 1   | 0 — 0   |
| Хиберниан          | 2 — 20:3            | Валенсия            | 2 — 0   | 0 — 2   |
| Унион (Люксембург) | 0 — 17              | Кёльн               | 0 — 4   | 0 — 13  |
| Нюрнберг           | 1 — 2               | Эвертон             | 1 — 1   | 0 — 1   |

## Второй этап
| Команда #1          | Сумм.    | Команда #2     | 1й матч | 2й матч |
| ------------------- | -------- | -------------- | ------- | ------- |
| Ганновер 96         | 6 — 2    | Порту          | 5 — 0   | 1 — 2   |
| Антверпен           | 2 — 3    | Барселона      | 2 — 1   | 0 — 2   |
| Спортинг (Лиссабон) | 5 — 51:2 | Эспаньол       | 2 — 1   | 3 — 4   |
| Загреб              | 2 — 3    | Брашов         | 2 — 2   | 0 — 1   |
| АИК                 | 3 — 5    | Серветт        | 2 — 1   | 1 — 4   |
| Гёзтепе             | 3 — 10   | Мюнхен 1860    | 2 — 1   | 1 — 9   |
| Винер Шпорт-Клуб    | 1 — 2    | Челси          | 1 — 0   | 0 — 2   |
| КУФ (Барриеро)      | 2 — 20:1 | Милан          | 2 — 0   | 0 — 2   |
| Данфермлин Атлетик  | 9 — 2    | Б 1903         | 5 — 0   | 4 — 2   |
| Фиорентина          | 2 — 4    | Спартак (Брно) | 2 — 0   | 0 — 4   |
| Харт оф Мидлотиан   | 4 — 1    | Волеренга      | 1 — 0   | 3 — 1   |
| Шемрок Роверс       | 2 — 3    | Реал Сарагоса  | 1 — 1   | 1 — 2   |
| Лейпциг             | 1 — 2    | Лидс Юнайтед   | 1 — 2   | 0 — 0   |
| Базель              | 2 — 8    | Валенсия       | 1 — 3   | 1 — 5   |
| Арис (Салоники)     | 2 — 3    | Кёльн          | 2 — 1   | 0 — 2   |
| Уйпешт              | 4 — 2    | Эвертон        | 3 — 0   | 1 — 2   |

## Третий раунд
| Команда #1         | Сумм.               | Команда #2     | 1й матч | 2й матч |
| ------------------ | ------------------- | -------------- | ------- | ------- |
| Ганновер 96        | 2 — 21:1(д.в., жр.) | Барселона      | 2 — 1   | 0 — 1   |
| Эспаньол           | 5 — 51:0            | Брашов         | 3 — 1   | 2 — 4   |
| Серветт            | 2 — 5               | Мюнхен 1860    | 1 — 1   | 1 — 4   |
| Челси              | 3 — 31:1(д.в.,жр.)  | Милан          | 2 — 1   | 1 — 2   |
| Данфермлин Атлетик | 2 — 0               | Спартак (Брно) | 2 — 0   | 0 — 0   |
| Харт оф Мидлотиан  | 5 — 50:1            | Реал Сарагоса  | 3 — 3   | 2 — 2   |
| Лидс Юнайтед       | 2 — 1               | Валенсия       | 1 — 1   | 1 — 0   |
| Кёльн              | 3 — 6               | Уйпешт         | 3 — 2   | 0 — 4   |

## Четвертьфиналы
| Команда #1         | Сумм. | Команда #2    | 1й матч | 2й матч     |
| ------------------ | ----- | ------------- | ------- | ----------- |
| Барселона          | 2 — 0 | Эспаньол      | 1 — 0   | 1 — 0       |
| Мюнхен 1860        | 2 — 3 | Челси         | 2 — 2   | 0 — 1       |
| Данфермлин Атлетик | 3 — 4 | Реал Сарагоса | 1 — 0   | 2 — 4(д.в.) |
| Лидс Юнайтед       | 5 — 2 | Уйпешт        | 4 — 1   | 1 — 1       |

## Полуфиналы
| Команда #1    | Сумм.    | Команда #2   | 1й матч | 2й матч |
| ------------- | -------- | ------------ | ------- | ------- |
| Барселона     | 2 — 25:0 | Челси        | 2 — 0   | 0 — 2   |
| Реал Сарагоса | 2 — 23:1 | Лидс Юнайтед | 1 — 0   | 1 — 2   |

## Финал
| 14 сентября 1966 | \| Барселона \| 0—1 \| Реал Сарагоса \| \| \| Голы \| Канарио 40′ \| | Камп Ноу, Барселона Зрителей: 70,000 |
| Барселона        | 0—1                                                                  | Реал Сарагоса                        |
|                  | Голы                                                                 | Канарио 40′                          |

| 21 сентября 1966           | \| Реал Сарагоса \| 2—4 (д.в.) \| Барселона \| \| Виллья 20′ · Маркелино 50′ \| Голы \| Пуйоль 3′, 100′ · Забалла 79′ · Торрес 85′ \| | La Romareda, Сарагоса Зрителей: 35,000     |
| Реал Сарагоса              | 2—4 (д.в.) | Барселона                                  |
| Виллья 20′ · Маркелино 50′ | Голы | Пуйоль 3′, 100′ · Забалла 79′ · Торрес 85′ |